# Damiano Caruso
Damiano Caruso (Ragusa, 12 oktober 1987) is een Italiaans wielrenner die anno 2022 rijdt voor Bahrain-Victorious.

## Loopbaan
Op 20 februari 2012 schorste het Italiaans Olympisch Comité Caruso voor één jaar wegens betrokkenheid bij een dopingzaak. Zijn schorsing ging met terugwerkende kracht in op 6 december 2010 en was dus al afgelopen op het moment van de uitspraak.
In de wegwedstrijd op de Olympische Spelen in Rio de Janeiro in 2016 werd Caruso veertigste, op ruim twaalf minuten van winnaar Greg Van Avermaet. Vier dagen later eindigde hij op plek 27 in de tijdrit.
In 2021 wist Caruso na het wegvallen van kopman Mikel Landa op het podium als 2e te eindigen achter de uiteindelijke winnaar Egan Bernal in de Giro, hij wist in die ronde tevens de 20e etappe op zijn naam te schrijven. In de Vuelta wist hij de 9e etappe op zijn naam te schrijven na een solo van 71 kilometer.
In 2022 richtte Caruso zich op de Ronde van Frankrijk. Na 17 etappes met weinig succes te hebben deelgenomen, werd Caruso uit koers gehaald na een positieve test op COVID-19.

## Overwinningen
2008
 Italiaans kampioen op de weg, Beloften
2009
2e etappe Girobio
2013
5e etappe Internationale Wielerweek
Bergklassement Ronde van Peking
2015
9e etappe Ronde van Frankrijk (ploegentijdrit)
2016
Bergklassement Ruta del Sol
1e etappe Tirreno-Adriatico (ploegentijdrit)
2017
1e etappe Tirreno-Adriatico (ploegentijdrit)
1e etappe Ronde van Spanje (ploegentijdrit)
2020
Circuito de Getxo
2021
20e etappe Ronde van Italië
9e etappe Ronde van Spanje
2022
2e en 4e etappe Ronde van Sicilië*
Eindklassement Ronde van Sicilië*
2025
4e etappe Ronde van Burgos
* als lid van het Italiaanse team

### Resultaten in voornaamste wedstrijden
| Jaar | Ronde van Italië | Ronde van Frankrijk | Ronde van Spanje |
| ---- | ---------------- | ------------------- | ---------------- |
| 2011 |                  |                     | 74e              |
| 2012 | 24e              |                     |                  |
| 2013 | 19e              |                     |                  |
| 2014 |                  |                     | 9e               |
| 2015 | 8e               | 53e                 |                  |
| 2016 |                  | 22e                 |                  |
| 2017 |                  | 11e                 | 109e             |
| 2018 |                  | 20e                 |                  |
| 2019 | 23e              | 58e                 |                  |
| 2020 |                  | 10e                 |                  |
| 2021 | ↑ (1)            |                     | 17e (1)          |
| 2022 |                  | opgave              |                  |
| 2023 | 4e               |                     | 19e              |
| 2024 | 17e              |                     | opgave           |
| 2025 | 5e               |                     |                  |

| Jaar | Milaan-San Remo | Amstel Gold Race | Luik-Bast.‑Luik | Ronde van Lombardije | Waalse Pijl | Clásica San Sebastián |  | WK op de weg |  | Wereldranglijsten |
| ---- | --------------- | ---------------- | --------------- | -------------------- | ----------- | --------------------- |  | ------------ |  | ----------------- |
| 2011 | 63e             | opgave           | 93e             | opgave               | opgave      | 53e                   |  |              |  | 173e (UWT)        |
| 2012 |                 | 123e             | 55e             | opgave               | opgave      |                       |  |              |  | 210e (UWT)        |
| 2013 | 49e             | 66e              | 59e             | opgave               | 82e         | 28e                   |  |              |  | 154e (UWT)        |
| 2014 | opgave          |                  |                 | opgave               |             |                       |  | 74e          |  | 87e (UWT)         |
| 2015 |                 | 89e              |                 | opgave               |             | 86e                   |  |              |  | 69e (UWT)         |
| 2016 | 27e             |                  |                 | 55e                  |             |                       |  |              |  |                   |
| 2017 | 34e             |                  | 31e             | opgave               |             |                       |  |              |  | 53e (UWT)         |
| 2018 | 27e             | 96e              | 37e             | 72e                  | opgave      |                       |  | 64e          |  | 50e (UWT)         |
| 2019 |                 | 70e              | 57e             | 59e                  | 54e         |                       |  |              |  | 442e (UWR)        |
| 2020 | 25e             |                  | opgave          |                      |             |                       |  | 10e          |  | 92e (UWR)         |
| 2021 | 55e             |                  |                 |                      |             |                       |  |              |  |                   |
| 2022 | 15e             |                  | 41e             | 62e                  | 96e         |                       |  |              |  |                   |
| 2023 | 53e             |                  |                 |                      |             |                       |  |              |  |                   |
| 2024 |                 |                  |                 | opgave               |             | opgave                |  |              |  |                   |
| 2025 | 80e             |                  |                 |                      |             | 70e                   |  |              |  |                   |

## Resultaten in kleinere rondes
| Jaar | Parijs-Nice | Tirreno-Adriatico | Ronde van Catalonië | Ronde van het Baskenland | Ronde van Romandië | Critérium du Dauphiné | Ronde van Zwitserland |
| ---- | ----------- | ----------------- | ------------------- | ------------------------ | ------------------ | --------------------- | --------------------- |
| 2011 |             | 21e               |                     | 37e                      |                    |                       | 51e                   |
| 2012 |             |                   |                     | 56e                      |                    |                       |                       |
| 2013 |             | 19e               |                     |                          |                    |                       | 67e                   |
| 2014 | 14e         |                   |                     | 35e                      | 84e                | opgave                |                       |
| 2015 |             | 14e               |                     |                          | 27e                |                       |                       |
| 2016 |             | 11e               |                     | 56e                      | 13e                | 21e                   |                       |
| 2017 |             | 12e               |                     | 73e                      |                    |                       | ↑                     |
| 2018 |             | ↑                 |                     | 67e                      |                    | 5e                    |                       |
| 2019 |             | opgave            | 19e                 |                          |                    |                       |                       |
| 2020 | opgave      |                   |                     |                          |                    | 29e                   |                       |
| 2021 |             | 37e               |                     |                          | 9e                 |                       |                       |
| 2022 |             | 7e                |                     |                          | 6e                 | 6e                    |                       |
| 2023 |             | 14e               |                     |                          | ↑                  |                       |                       |
| 2024 |             | 41e               | 19e                 |                          | opgave             |                       |                       |
| 2025 |             | 66e               |                     |                          |                    |                       |                       |

(*) tussen haakjes aantal individuele etappe-overwinningen

## Ploegen
- 2009 –  LPR Brakes Farnese Vini (vanaf 1-7)
- 2010 –  De Rosa-Stac Plastic
- 2011 –  Liquigas-Cannondale
- 2012 –  Liquigas-Cannondale
- 2013 –  Cannondale Pro Cycling
- 2014 –  Cannondale
- 2015 –  BMC Racing Team
- 2016 –  BMC Racing Team
- 2017 –  BMC Racing Team
- 2018 –  BMC Racing Team
- 2019 –  Bahrain-Merida
- 2020 –  Bahrain McLaren
- 2021 –  Bahrain-Victorious
- 2022 –  Bahrain-Victorious
- 2023 –  Bahrain Victorious
- 2024 –  Bahrain Victorious
- 2025 –  Bahrain Victorious

Bernucci ·
Bosisio ·
Caruso ·  
Cattaneo ·
Chiarini ·
Cucinotta ·
Di Luca (tot 15/08) ·
Ermeti ·
Ferrari ·
Golčer · 
Laganà ·
Marinangeli ·
Montaguti · 
Negri ·
Ongarato ·
Petacchi · 
Pietropolli ·
Salerno ·   
Spezialetti
Agnoli ·
Basso · 
Bellotti ·
Bodnar ·
Capecchi ·
Caruso ·
Cimolai · 
Da Dalto ·
Dall'Antonia ·
Duggan ·
Finetto ·
Guarnieri ·
King ·
Koren ·
Longo Borghini ·  
Marangoni · 
Nerz ·
Nibali ·  
Oss ·
Paterski ·
Ponzi ·
Sabatini ·
J. Sagan ·
P. Sagan ·
Salerno ·
Szmyd ·
Vanotti ·
Viviani ·
Wurf ·
Agostini (stagiair) ·
Moser (stagiair)
Agnoli ·
Agostini ·
Basso · 
Bodnar ·
Canuti ·
Capecchi ·
Caruso ·
Da Dalto ·
Dall'Antonia ·
Duggan ·
King ·
Koren ·
Longo Borghini ·  
Marangoni ·
Moser · 
Nerz ·
Nibali ·  
Oss ·
Paterski ·
Ratto ·
Sabatini ·
J. Sagan ·
P. Sagan ·
Salerno ·
Sarmiento ·
Szmyd ·
Vanotti ·
Viviani ·
Aldegheri (stagiair) ·
Benfatto (stagiair) ·
Krizek (stagiair) 
Agostini · Basso · Bodnar · Boivin · Canuti · Caruso ·  Da Dalto · Dall'Antonia · De Marchi · Haedo · King · Koch · Koren · Krizek · Longo Borghini · Marangoni · Masuda · Moser · Paterski · Ratto · Sabatini · J. Sagan · P. Sagan · Salerno · Sarmiento · Vandborg · Viviani · Wurf · Martinello (stagiair) · Villella (stagiair)
Basso · Bennett · Bettiol · Bodnar · Boivin · Caruso · De Marchi · Formolo · Gatto · King · Koch · Koren · Krizek · Longo Borghini · Marangoni · Marcato · Marino · Mohorič · Moser · Ratto · Sabatini · J. Sagan · P. Sagan · Salerno · Sarmiento · Villella · Viviani · Wurf
Atapuma · Bookwalter · Burghardt · Caruso · De Marchi · Dennis · Dillier · Drucker · Evans · Flakemore · Gilbert · Hermans · Küng · Lodewyck · Moinard · Oss · Phinney · Quinziato · Rosskopf · Sánchez · Schär · Senni · Stetina · Teuns · Van Avermaet · Van Garderen · Velits · Vliegen · Wyss · Zabel · Bohli (stagiair) · Frankiny (stagiair) · Gerts (stagiair)
Atapuma · Bohli · Bookwalter · Burghardt · Caruso · De Marchi · Dennis · Dillier · Drucker · Gerts · Gilbert · Hermans · Küng · Moinard · Oss · Phinney · Porte · Quinziato · Rosskopf · Sánchez · Schär · Senni · Teuns · Van Avermaet  · Van Garderen · Velits · Vliegen · Wyss · Zabel · Eisenhart (stagiair) · Lienhard (stagiair)
Bohli · Bookwalter · Caruso · De Marchi · Dennis · Dillier · Drucker · Elmiger · Frankiny · Gerts · Hermans · Küng · Moinard · Oss · Porte · Quinziato · Roche · Rosskopf · Sánchez · Schär · Scotson · Senni · Teuns · Van Avermaet  · van Garderen · Van Hooydonck · Ventoso · Vliegen · Wyss · Müller (stagiair) · Welten (stagiair)
Bettiol · Bevin · Bohli · Bookwalter · Caruso · De Marchi · Dennis   · Drucker · Frankiny · Gerrans · Küng · Porte · Roche · Roelandts · Rosskopf · Schär · Scotson · Teuns · Van Avermaet  · van Garderen · Van Hooydonck · Ventoso · Vliegen · Wyss
Agnoli · Arashiro · Bauhaus · Bole · Caruso · Colbrelli · Dennis     · Feng · García · Garosio · Haussler · Koren · Mohorič · A. Nibali · V. Nibali · Novak · Padoen · Pernsteiner · Pibernik · Pozzovivo · Sieberg · Teuns · Tratnik · Wang · Williams
Arashiro · Battaglin · Bauhaus · Bilbao · Bole · Buitrago · Capecchi · Caruso · Cavendish · Colbrelli · Davies · Feng · García Cortina · Haller · Haussler · Inkelaar · Landa · Mohorič · Novak · Padoen · Pernsteiner · Pibernik · Poels · Sieberg · Teuns · Tratnik · Valls · Williams · Wright
Arashiro · Bauhaus · Bilbao · Buitrago · Capecchi · Caruso · Colbrelli  · Davies · Feng · Jack · Haller · Haussler · Inkelaar · Landa · Madan · Mäder · Milan· Mohorič · Novak · Padoen · Pernsteiner · Poels · Sieberg · Teuns · Tratnik · Valls · Williams · Wright
Arashiro · Bauhaus · Bilbao · Buitrago · Caruso · Colbrelli · Feng · Govekar (vanaf 1/6) · Gradek · Haig · Haussler · Landa · Maciejuk · Madan · Mäder · Milan· Mohorič · Novak · Osorio (tot 31/3) · Pernsteiner · Poels · Price-Pejtersen · Sánchez · Sütterlin · Teuns (tot 4/8) · Tratnik · Williams · Wright · Zambanini · Miholjević (stagiair)
Arashiro · Arndt · Bauhaus · Bilbao · Buitrago · Buratti (vanaf 12/4) · Caruso · Govekar · Gradek · Haig · Haussler (tot 7/4) · Kepplinger · Landa · Maciejuk · Madan · Mäder (overleden 16/7) · Miholjević · Milan· Mohorič · Pasqualon · Pernsteiner · Poels · Price-Pejtersen · Rajović · Scott · Sütterlin · Tiberi (vanaf 1/6) · Tu · Wright · Zambanini
Arashiro · Arndt · Bauhaus · Bilbao · Bruttomesso · Buitrago · Buratti · Caruso · Govekar · Gradek · Haig · Kepplinger · Madan · Miholjević · Mohorič · Pasqualon · Pickering · Poels · Price-Pejtersen · Rajović · Scott · Stannard (vanaf 19/8) · Sütterlin · Tiberi · Træen · Tu · Wiśniowski (vanaf 1/3) · Wright · Zambanini · Skerl (stagiair) · van der Meulen (stagiair) · Van Mechelen (stagiair)
Arndt · Bauhaus · Bilbao · Bruttomesso · Buitrago · Buratti · Caruso · Ermakov · Eržen · Eulálio · Govekar · Gradek · Haig · Kepplinger · Martinez · Miholjević · Mohorič · Paasschens · Pasqualon · Pickering · Skerl · Stannard · Stockwell · Tiberi · Træen · Tu · van der Meulen · Van Mechelen · Wright · Zambanini